# Nessa (Korsika)
Nessa (korsisch Nesce) ist eine Gemeinde auf der französischen Insel Korsika. Sie gehört zur Region Korsika, zum Département Haute-Corse, zum Arrondissement Calvi und zum Kanton L’Île-Rousse. Die Bewohner nennen sich Nessois oder Nescinchi.

## Geografie
Nessa liegt auf ungefähr 350 Metern über dem Meeresspiegel in der Balagne und grenzt im Nordosten an Speloncato, im Südosten an Pioggiola und im Westen an Feliceto. Zu Nessa gehören neben der Hauptsiedlung auch die Weiler Costa, Funtana au nord und Funtana au sud. 

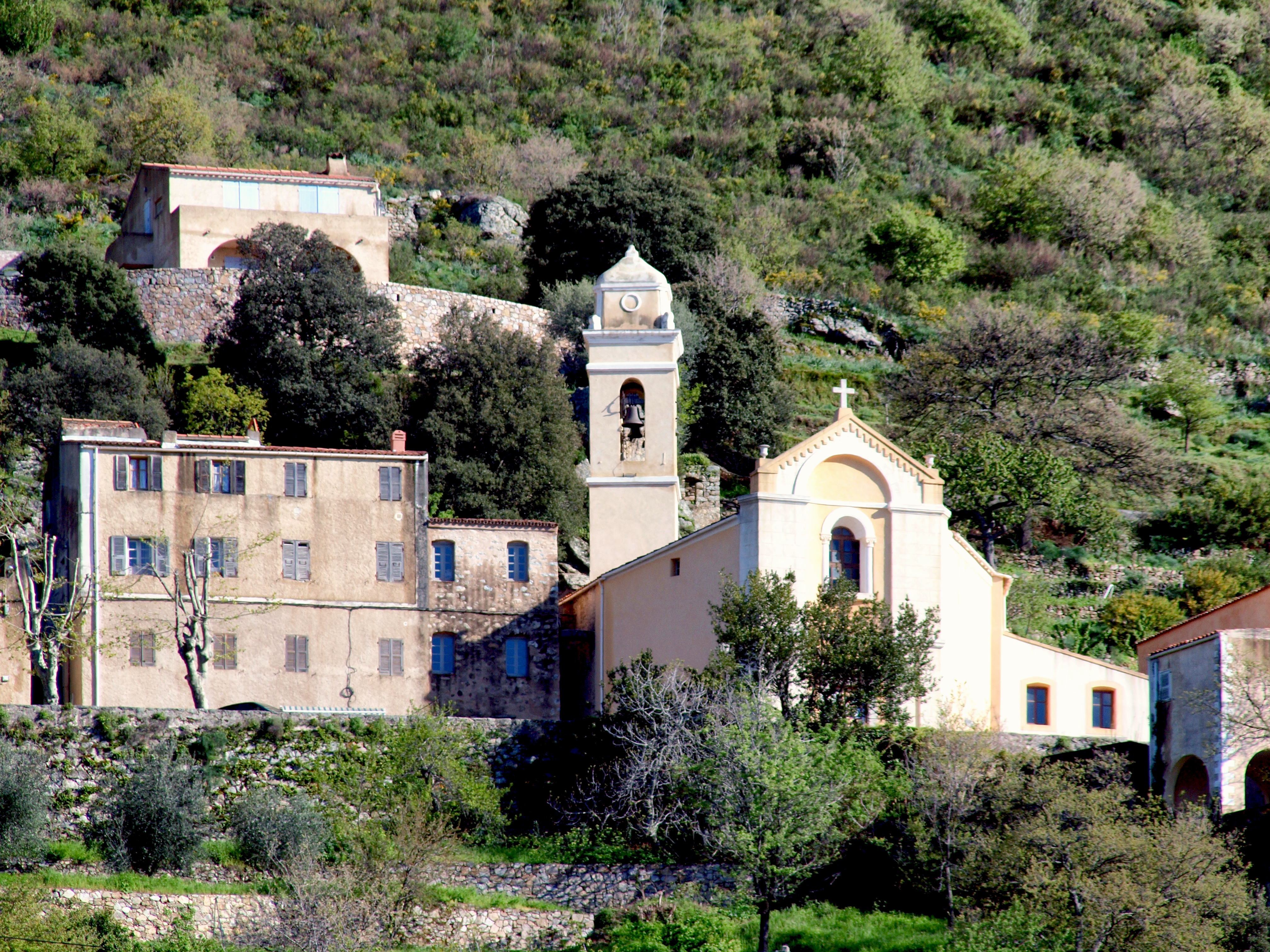
Kirche Saint-Joseph
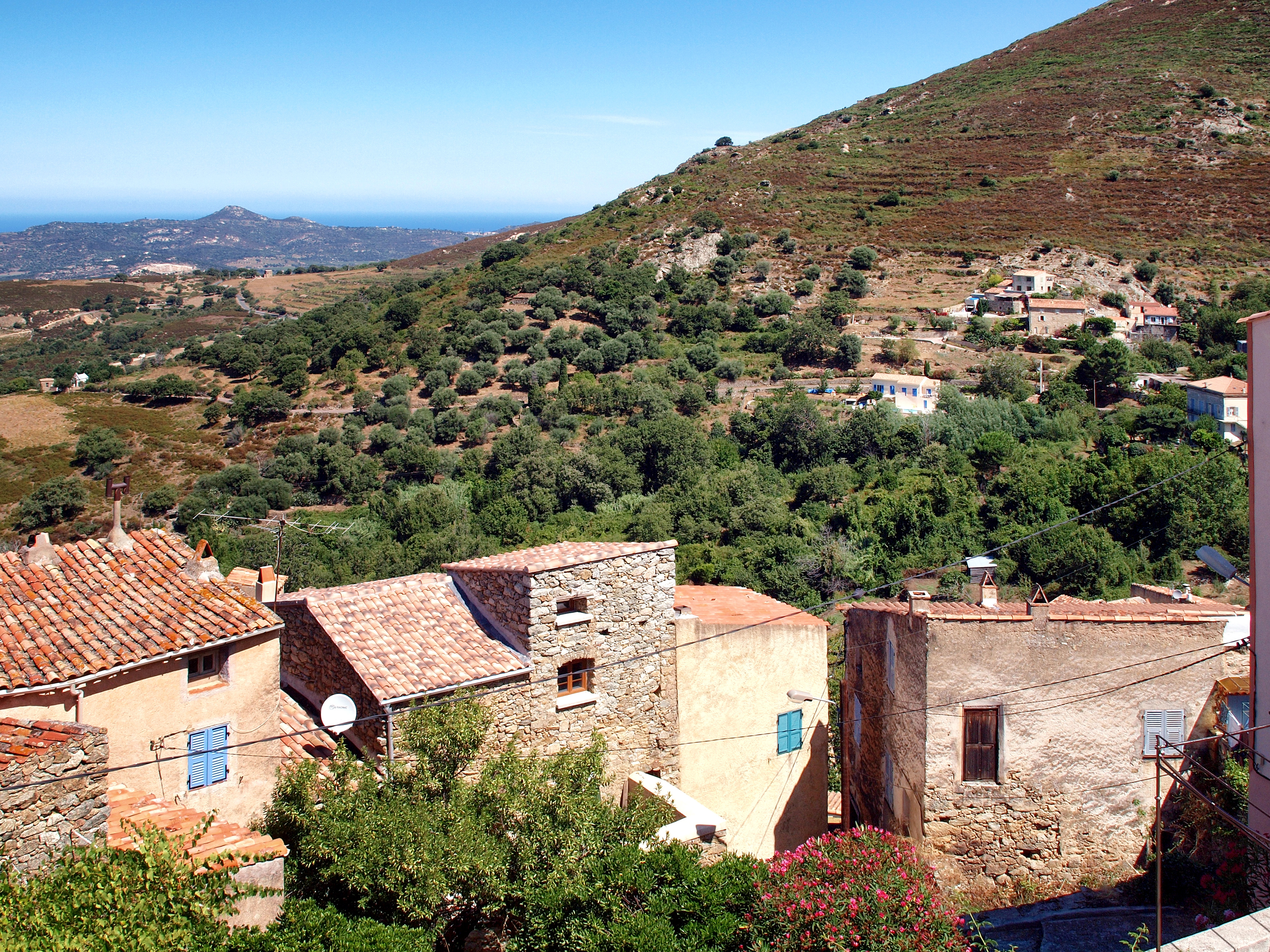
Ortsteil Costa

## Bevölkerungsentwicklung
| Jahr      | 1962 | 1968 | 1975 | 1982 | 1990 | 1999 | 2006 | 2014 |
| --------- | ---- | ---- | ---- | ---- | ---- | ---- | ---- | ---- |
| Einwohner | 97   | 97   | 98   | 100  | 91   | 77   | 102  | 109  |